# Лумпенелита
Појмом лумпенелита именује се нова екстра богата класа, која не припада ни једној одређеној земљи, не зависи ни од једне владе или режима, издиже се изнад историје, културе и традиције. Она је први резултат глобализације друштва и одређује путању наше историје данас.
Овако је Максим Кантор, савремени руски теоретичар, промовисао овај појам, као кованицу од речи лумпен и елита. 
Његова појмовна одредница нове класе има парадигматичан значењски однос са Маркс-Енгелсовим појмом „лумпенпролетаријата“, уз значајну опаску: „Лумпенпролетаријат је био друштвена опасност одоздо – од најнижих слојева, док је лумпен елита највећа опасност одозго - од највиших савремених слојева друштва. 
"Деонице уложене у демократију су пропале, а глобализација довела до снажења нове, супербогате - лумпенелите, која чак и не примећује да је планета захваћена великим пожаром“ – закључује Кантор. Оваквом закључку претходи сажета анализа друштвених процеса у протеклом веку:
"Двадесети век се завршио у знаку завршетка стогодишњег рата на путу трагања за најбољим моделом друштва у будућности. Опробане су бројне опције: од милитантног комунизма, преко корпоративне државе, совјетског модела централизоване демократије, национал-социјализма, отвореног друштва, директно везаног за тржишну економију, до федералних и конфедералних држава, и мултинационалних асоцијација и корпорација..."
Модерно буржоаско друштво, које је волшебнички произвело тако силна средства за производњу и промет, личи на чаробњака који више не може да савлада подземне силе - које је дозвао...
Канторов појам „лупенелита“, преведен на савремени национални терен држава пост-социјалистичког периода, кореспондира са појмовима: „компрадори“ и „тајкуни“, или је то групација моћника на локалном нивоу, која припада истој класи - „лумпенелита“, на глобалном нивоу друштва.
Чини се да процеси и појаве у савременом друштву достижу таква убрзања, да савремене социолошке, политиколошке, правне или економске науке, не постижу да изврше теоријска уопштавања, чак ни у форми дефинисања појмова, по којима би се препознавали такви процеси и појаве.